# Harpactira marksi
Harpactira marksi là một loài nhện trong họ Theraphosidae.
Loài này thuộc chi Harpactira. Harpactira marksi được William Frederick Purcell miêu tả năm 1902.